# خضر خان

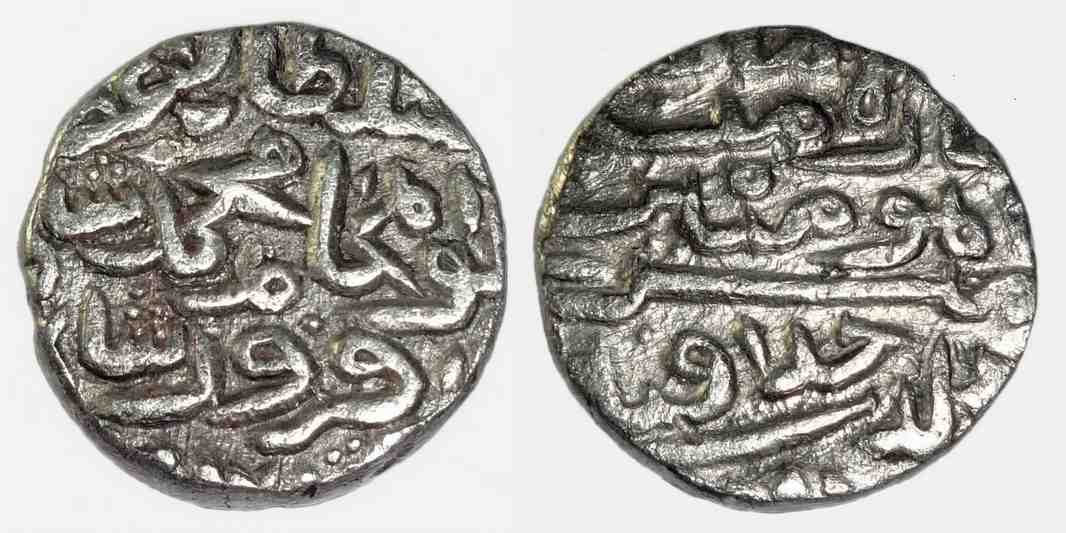

خضرخان افغان بن ملک سلیمان (حکومت ۲۱–۱۴۱۴) بنیان‌گذار سلسله سید (۵۱–۱۴۱۴) بود. این سلسله چهارمین سلسله در مجموعه سلطنت دهلی در شمال هند بود که پس از حمله تیمور لنگ و سقوط سلسله تغلق‌شاهیان تشکیل شد.